# S Ori 52
S Ori 52是位於獵戶座參宿三星團（獵戶座δ星團）中，光譜類型L，性質尚不確定的一個天體。首度觀測到它的是毛納基山的凱克望遠鏡，估計它的質量在2-8木星質量之間。這個天體的確切性質仍有爭議，研究顯示它可能是次棕矮星，一顆流浪行星，或這只是單純已經衰老的棕矮星，躺在星群之前的前景星。